# Гроспелье, Бертран
Бертран Гроспелье (фр. Bertrand Grospellier, род. 8 февраля 1981, Мелён, Франция), более известен как ElkY —  профессиональный игрок в покер, киберспортсмен. Победитель Мирового тура покера и Европейского тура покера. В настоящее время живёт в Лондоне.

## Киберспортивная карьера
Гроспелье начинал свою карьеру как киберспортсмен. В начале двухтысячных был одним из лучших игроков StarCraft. После переезда в Южную Корею стал стабильно участвовать в турнирах по этой игре. В 2001 году занял второе место на турнире World Cyber Games. После выхода в 2002 году игры WarCraft III: Reign Of Chaos взял серебро на турнире Ongamenet WarCraft Retail League. В 2004 году ушёл из киберспорта. В ноябре 2015 года вернулся на киберспортивную сцену и присоединился к команде Team Liquid в качестве игрока Hearthstone.

### Основные достижения
- 3 место — KBK Jeju (Сеул, Южная Корея)
- 2 место — World Cyber Games 2001 (Сеул, Южная Корея)
- 4 место — World Cyber Games 2002 (Тэджон, Южная Корея)
- 4 место — SKY 2 Ongamenet Starleague (Сеул, Южная Корея)
- 2 место — Ongamenet WarCraft Retail League (Сеул, Южная Корея)
- 1 место — Euro Cyber Games 2003 (Париж, Франция)
- 5 место — World Cyber Games 2003 (Сеул, Южная Корея)

## Карьера в покере
После ухода из киберспорта Гроспелье стал участвовать в чемпионатах по покеру. 20 января 2007 года занял второе место на Европейском покерном туре в Копенгагене и выиграл 309 тыс. евро. Через год снова поучаствовал в этом турнире, уже проходившем на Багамах, взял золото и выиграл 2 млн долларов. В октябре 2008 года стал победителем Мирового покерного тура и забрал приз в размере 1,4 млн долларов. В том же году был дисквалифицирован во время проведения чемпионата мира по онлайн-покеру за согласие пойти ва-банк вместе с другим игроком. За то же нарушение правил были отстранены от участия ещё два игрока — Annette_15 и charder30. Сыграв на чемпионате мира по онлайн-покеру в 2009 году, Элки получил сразу два браслета WCOOP (за событие 38 и 43). Суммарно Бертран Гроспелье смог выиграть около 500 тыс. долларов. В 2011 году выиграл браслет Мировой серии покера. Следующий браслет за Мировую серию получил в 2019 году.    